# Deutsches Gymnasium Kadriorg
Das Deutsche Gymnasium Kadriorg (estn. Kadrioru Saksa Gümnaasium) ist eine Schule in Estland, die intensiven und verpflichtenden Deutschunterricht ab der zweiten Schulstufe anbietet. An der Schule wird bereits seit 1962 Deutsch unterrichtet, weshalb sie zu den Schulen mit der längsten Deutschtradition in Estland gehört.
Aktuell sind zwei räumlich getrennte Schulgebäude Bestandteile des Deutschen Gymnasiums Kadriorg. Das traditionelle Hauptgebäude befindet sich in der Straße Gonsiori 38 im Bezirk Kadriorg im Stadtteil Kesklinn. In diesem Gebäude sind alle Schüler ab der sechsten Klasse untergebracht. Von der Lage im Bezirk Kadriorg erhielt die Schule ihren Namen. Das zweite Gebäude des Deutschen Gymnasiums Kadriorg wurde 2016 in die Schule eingegliedert und beherbergt die ersten bis fünften Klassen. Es befindet sich in der Straße Kivimurru 9 im Bezirk Sikupilli im Stadtteil Lasnamäe.
In der siebten und achten Klasse wird auch das Fach Geographie im Rahmen einer Stunde pro Woche auf Deutsch unterrichtet.

## Geschichte
Die Schulgründung erfolgte 1960 unter dem Namen „42. Mittelschule Tallinns“ (estn. Tallinna 42. Keskkool). Bereits 1962 wurde mit Hilfe der Deutschlehrerin Emerendiana Silling mit dem intensiven Deutschunterricht begonnen. Ab 1974 trug die Schule den Namen von Lembit Pärn, wurde aber im Zuge der politischen Veränderungen am Ende der Sowjetunion im Jahr 1991 wieder in „42. Mittelschule Tallinns“ umbenannt. Nach einer kurzen Phase zwischen 1992 und 1998, in der die Schule „Hochschule Tallinn Kadriorg“ hieß, trägt sie seit 1998 den heutigen Namen „Kadrioru Saksa Gümnaasium“.
Die Schule ist seit 1996 Teil der Deutschen Sprachdiplom Schulen (DSD) und ein Prüfungszentrum für die gleichnamigen Deutschtests.

## Bekannte Absolventen
- Paul Mägi (* 1953), Dirigent[8]
- Andres Langemets (* 1948), Redakteur, Literaturkritiker[9]
- Tiit Matsulevitš (* 1958), Diplomat, Journalist[10]
- Siiri Oviir (* 1947), Politikerin[11]
- Urmas Paet (* 1974), Politiker
- Villu Tamme: Musiker[12]
- Tõnu Tõniste (* 1967), Segler[13]
- Toomas Tõniste (* 1967), Segler, Politiker[13]
- Andres Luure (* 1959), Mathematiker, Philosoph, Übersetzer
- Leelo Tungal (* 1947),  Autorin

## Personal
Aktuell (2017) ist Imbi Viisma Direktorin der Schule. Ulrika Kuusk leitet die Grundschule (1. bis 5. Klasse), Terje Esko die 6. bis 9. Stufe und Mihkel Kõrbe die Oberstufe (10. bis 12. Klasse).
Insgesamt sind etwa 75 Lehrer für den Unterricht der etwa 900 Schüler am Deutschen Gymnasium Kadriorg verantwortlich.
Seit dem Schuljahr 2014/15 wird ein deutschsprachiger Freiwilliger ans Deutsche Gymnasium Kadriorg entsandt, der sich in den Unterricht einbringt und die Schüler motiviert ihre Sprachkenntnisse in realen Sprechsituationen anzuwenden.

## Partnerschulen
Die Schule unterhält Partnerschaften mit fünf deutschen Schulen, dem Gymnasium Trittau, dem Emil-von-Behring Gymnasium Grosshansdorf, dem Goethe-Gymnasium Reichenbach/V, dem BBS-Syke in Niedersachsen und dem Evangelischen Heidehof-Gymnasium in Stuttgart. Mit diesen Schulen wird besonders die Kooperation im musikalischen Bereich gesucht, aber auch Projekte zur Wirtschaftssprache Deutsch.